# Sendling-Westpark
Sendling-Westpark is een stadsdeel (Duits: Stadtbezirk) van de Duitse stad München, hoofdstad van de deelstaat Beieren.
Sendling-Westpark ligt in het zuidwesten van München. Het stadsdeel wordt ook aangeduid als Stadtbezirk 7. Het is in klokwijzerzin omgeven door de Stadtbezirke Laim en Schwanthalerhöhe in het noorden, Sendling in het oosten, Thalkirchen-Obersendling-Forstenried-Fürstenried-Solln in het zuiden en Hadern in het westen.
Het stadsdeel werd gecreëerd bij de grote districtsherschikking van 1992 waar dit Stadtbezirk ontstond uit delen afgenomen van de vroeger anders gevormde stadsdelen Haim en Sendling.
Eind 2018 woonden er in het 7,81 km² grote Stadtbezirk 59.643 inwoners. De belangrijkste woonkernen zijn Land in Sonne in het noorden van het stadsdeel, Am Waldfriedhof in het zuidwesten en Mittersendling in het zuidoosten. Land in Sonne is gescheiden van de twee andere wijken door het Westpark, de grote groene long gecreëerd in 1983 in het stadsdeel waaraan het ook mee zijn naam geeft.
Het gebied wordt door de U-Bahn van München bediend door de U6-metrolijn middels de metrostations Partnachplatz, Westpark en Holzapfelkreuth. Het Stadtbezirk wordt bediend door de S-Bahn van München met de lijnen S7 en S20 via het station München-Mittersendling langs de spoorlijn München - Lenggries, de spoorlijn vormt de scheiding tussen Sendling-Westpark en Sendling in het oosten van dit eerste stadsdeel.
Allach-Untermenzing · 
Altstadt-Lehel · 
Au-Haidhausen · 
Aubing-Lochhausen-Langwied · 
Berg am Laim · 
Bogenhausen · 
Feldmoching-Hasenbergl · 
Hadern · 
Laim · 
Ludwigsvorstadt-Isarvorstadt · 
Maxvorstadt · 
Milbertshofen-Am Hart · 
Moosach · 
Neuhausen-Nymphenburg · 
Obergiesing-Fasangarten · 
Pasing-Obermenzing · 
Ramersdorf-Perlach · 
Schwabing-Freimann · 
Schwabing-West · 
Schwanthalerhöhe · 
Sendling · 
Sendling-Westpark · 
Thalkirchen-Obersendling-Forstenried-Fürstenried-Solln · 
Trudering-Riem · 
Untergiesing-Harlaching